# Worthülse
Als Worthülse wird ein sinnentleertes oder ein gedankenlos gebrauchtes Wort bezeichnet.
Häufig wird von der „leeren Worthülse“ gesprochen, die – wie die „hohle“ oder „leere Phrase“ – dem Hörer oder Leser leer und damit hülsenhaft erscheint. Es kann sich dabei um Kritik an einem Sprachgebrauch handeln, bei dem Begriffe nur aufgrund ihrer Medienpräsenz oder sonstiger Popularität (gedankenlos) verwendet werden. Ganze Sätze oder Satzteile mit vergleichbaren Eigenschaften werden auch als Leerformeln kritisiert.
Es können auch Begriffe angesprochen sein, die je nach Rezipienten zu unterschiedlichen Assoziationen einladen, die von späteren Verwendern neu und ggf. in einem abweichenden Sinne interpretiert werden. So spricht Fritz Mauthner Anfang des 20. Jahrhunderts in Bezug auf Georg Wilhelm Friedrich Hegel und die „linksstehenden Jung-Hegelianer“ davon, „daß die luftleeren Abstraktionen Hegels Worthülsen boten, in die auch rebellische Gedanken hineingesteckt werden konnten“.
Die Bezeichnung Worthülse ist kein fest definierter Begriff und kann selbst als Worthülse betrachtet werden. Was für jemanden als etablierter Terminus erscheint, kann für andere auch eine sinnlose Worthülse darstellen. Mauthner bezeichnete Worthülsen auch als „leere Termini“.